# جين فليتشير
جين فليتشير (بالإنجليزية: Jane Ada Fletcher)‏ هي عالمة طيور وكاتِبة أسترالية، ولدت في 18 سبتمبر 1870، وتوفيت في 1956.